# 大川健組
大川健組（おおかわけんぐみ）とは日本の暴力団。

## 略歴
昭和59年（1984年）8月5日、山一抗争が勃発した。

## 歴代組長
- 初代：大川 健（一和会常任幹事）[1]
- 二代目：西尾英治（英組舎弟頭）
- 三代目：秋吉芳文（朋友会幹部）